# زاوية الرضوانية

زاوية الرضوانية (1039هجرية / 1629م)  ، هو أحد الزوايا التي انشئت في عصر الدولة العثمانية في مصر .

## وصفه
القسم الشرقي مزخرف بنقوش مذهبة وكتابات من آى الذكر الحكيم، وبالمحراب بقايا من الفسيفساء الرخامية ، دل تصميم الزاوية على أنها كانت مدرسة لاحتوائها على إيوانات متقابلة، وخلف الإيوان الشرقي يوجد ضريح مقام عليه قبة ويكتنف القبة إيوانات. 

## روابط خارجية
- آثار القاهرة الإسلامية نسخة محفوظة 31 مايو 2014 على موقع واي باك مشين.